# Кук, Говард
Сэр Говард Феликс Ганлан Кук (англ. Sir Howard Felix Hanlan Cooke; 13 ноября 1915, приход Сент-Джеймс, Ямайка — 11 июля 2014, Кингстон, Ямайка) — ямайский государственный деятель, генерал-губернатор Ямайки с 1 августа 1991 по 15 февраля 2006 года.

## Биография
Окончил Колледж Учителей Mico и Лондонский университет.
В течение 23 лет занимался педагогической деятельностью, был директором школы Belle Castle All-Age School, Порт-Антонио верхней школы и школы для мальчиков Montego Bay Boys' School. Избирался президентом Союза учителей Ямайки.
В 1938 году стал самым молодым членом руководящего комитета зарождающейся Народной национальной партии. В 1958 году, после образования Лейбористской партии Федерации Вест-Индии, был избран членом парламента.
- 1962—1967 гг. — сенатор,
- 1967—1980 гг. — член Палаты представителей,
- 1972—1980 гг. — занимал должности министра пенсий и социального обеспечения, министра образования, министра труда и государственной службы в правительстве Мэнли,
- 1989—1991 гг. — президент Сената Ямайки и председатель парламентской ассоциации стран Содружества.

В 1991 году он сменил на посту генерал-губернаторa Ямайки Эдвард Закка. Через 15 лет его сменил на этом посту Кеннет Холл.
В последние годы, он был секретарем и председателем культурного комитета общества Св. Джеймса, старшим пресвитером и проповедником Объединенной церкви на Ямайке и Каймановых островах.
В 1991 году королевой Елизаветой II был возведён в рыцарское достоинство.
Скончался 11 июля 2014 года в столице Ямайки Кингстоне в возрасте 98 лет.

## Факты
- До 11 июля 2014 года считался одним из старейших политиков ХХ и XXI веков, живущих на планете в XXI веке.
- В момент смерти был одним из самых пожилых политиков в мире, у которых точны известны годы жизни (входил в число 30 самых пожилых политиков за всё время)

- Горвард Кук один из рекордсменов-долгожителей среди всех ямайских руководителей-политиков.